# Euphemia Lamb
Euphemia Lamb (vers 1889 - 1957), née Nina Forrest, est une modèle anglaise.
Elle était la modèle et la femme d'Henry Lamb, qui l'a rebaptisée Euphemia parce que cette dernière lui rappelle la sainte Euphémie représentée par Andrea Mantegna. Nina Forrest a également été un modèle pour Augustus John et Jacob Epstein.

## Jeunesse
Fille d'Arthur Forrest, Nina grandit à Greenheys, un quartier pauvre de Manchester.
En 1905, Nina Forrest rencontre Henry Lamb à Manchester, où ce dernier fait l'école médicale.
Le couple déménage à Londres, où Lamb intègre la Chelsea School of Art. Le couple se marie en mai 1906.

## Carrière de modèle
Euphemia se fait connaître au Café Royal (en) avant la Première Guerre mondiale. Elle se produit à la même époque que d'autres modèles telles Betty May (en), Dolores (en) et Lilian Shelley (en),.
En mars 1907, Euphemia et Henry Lamb se rendent à Paris, où ils demeurent à Montparnasse avec Augustus John et Dorelia McNeill (en),.